# She-Ra e as Princesas do Poder
She-Ra and the Princesses of Power (bra/prt: She-Ra e as Princesas do Poder) é uma série em desenho animado americana desenvolvida por ND Stevenson e produzida pela DreamWorks Animation Television. A série estreou em 13 de novembro de 2018, na Netflix. A segunda temporada foi lançada em 26 de abril de 2019, uma terceira temporada foi lançada em 2 de agosto de 2019 e a quarta temporada foi lançada em 5 de novembro de 2019 ja a 5 temporada foi lançada em 15 de maio de 2020 na Netflix.
Como a série da Filmation de 1985 She-Ra: Princesa do Poder, da qual esta série é um reboot, She-Ra e as Princesas de Poder conta a história da rebelião da adolescente Adora contra o mal Hordak e sua Horda. Como a heroína She-Ra, Adora lidera um grupo de outras princesas mágicas em uma aliança para derrotar Hordak. A série foi bem recebida pelos críticos, que a elogiaram por seu elenco diversificado e pelo retrato do relacionamento de She-Ra com sua amiga e rival Felina. A série foi indicada para o GLAAD Media Award de Melhor Programação para Crianças e Famílias.

## Premissa
A série segue Adora, uma órfã criada por Hordak, o tirano que governa o planeta Etheria através de sua horda malvada. Um dia, depois de se perder na floresta, Adora encontra uma espada mágica que a transforma na Princesa do Poder, She-Ra. Percebendo o sofrimento que a Horda infligiu ao planeta e seu povo, Adora se une à resistência contra ela e reconstrói a Aliança das Princesas, um grupo de outras garotas mágicas que se opõem a Hordak. Isso a coloca contra sua ex-camarada Felina.

## Produção

### Desenvolvimento
O desenvolvimento e a produção da série começaram ao mesmo tempo em abril de 2016. O showrunner ND Stevenson lançou inicialmente para a Netflix no pressuposto de criar apenas uma temporada, mas em novembro de 2018, ele disse que "agora temos quatro arcos de 13 episódios feitos". She-Ra é criada usando animação tradicional, com exceção de algumas animações de computador para "máquinas complicadas".

### Temas
A primeira temporada do (ao contrário do original) serializado She-Ra reboot centra-se em estabelecer os personagens e seus relacionamentos, a fim de criar futuras temporadas, inicialmente por meio da introdução de "princesas da semana" para o elenco central de Adora e seus amigos mais próximos Cintilante e Arqueiro. Enquanto a premissa central e os personagens da série original foram carregados, assim como muitas de suas afetações (como o slogan de transformação de Adora "Pela honra de Grayskull!") a reinicialização se diferencia da série dos anos 80 por seu elenco quase inteiramente feminino de diversidade deliberada, tanto no que diz respeito à aparência quanto aos traços de caráter, que vão do bom ao "mal, mas compreensível", "totalmente amoral" ou "hippie completo". He-Man, na versão original do irmão de She-Ra que "desperta seu destino", não aparece na primeira temporada do reboot, de modo a configurar She-Ra como uma heroína em seu próprio direito.
O potencial e a quinta temporada foram totalmente entregues, então no geral, definitivamente, confira esta temporada. Principalmente, as pessoas dão a essas quatro estrelas e meia e espero.

## Resumo
| Temporada | Temporada | Episódios | Lançamento             |
| --------- | --------- | --------- | ---------------------- |
|           | 1         | 13        | 13 de Novembro de 2018 |
|           | 2         | 7         | 26 de Abril de 2019    |
|           | 3         | 6         | 2 de Agosto de 2019    |
|           | 4         | 13        | 5 de Novembro de 2019  |
|           | 5         | 13        | 15 de Maio de 2020     |

## Episódios

### 1 Temporada (2018)
| #(Ep.) | #(Temp.) | Título                         | Lançamento             |
| --- | -------- | ------------------------------ | ---------------------- |
| 1 | 1        | A Espada - Parte 1             | 13 de Novembro de 2018 |
| Ao escapar de uma missão de treinamento, a soldado da Horda, Adora, encontra uma espada diferente na Floresta do Sussurro. A princesa Cintilante a quer para a Rebelião. |          |                                |                        |
| 2 | 2        | A Espada - Parte 2             | 13 de Novembro de 2018 |
| Ao fugir de um monstro, Adora, Cintilante e Arqueiro encontram uma antiga ruína dos Primeiros. Sombria ordena que Felina traga Adora de volta.                           |          |                                |                        |
| 3 | 3        | Madame Rizzo                   | 13 de Novembro de 2018 |
| Cintilante arma um plano para apresentar Adora à Lua Clara, mas tudo dá errado. Adora foge para a floresta, onde encontra uma senhora chamada Rizzo.                     |          |                                |                        |
| 4 | 4        | Flores para She-Ra             | 13 de Novembro de 2018 |
| Adora e seus amigos partem em uma missão para ajudar o reino cercado de Pluméria. Sombria ainda quer que Felina traga Adora de volta.                                    |          |                                |                        |
| 5 | 5        | O portal do mar                | 13 de Novembro de 2018 |
| O grupo quer chegar ao reino das águas de Salineas, governado pela princesa Serena, mas antes eles precisam de um navio. Felina embarca com a capitã da Força, Scorpia.  |          |                                |                        |
| 6 | 6        | Falha no sistema               | 13 de Novembro de 2018 |
| Uma viagem de recrutamento a Dryl dá errado quando um vírus corrompe os robôs da princesa Entrapta. Quando Adora se transforma, acaba infectando She-Ra também.          |          |                                |                        |
| 7 | 7        | Nas sombras do Reino da Mágica | 13 de Novembro de 2018 |
| Cintilante leva Adora e Arqueiro ao Reino da Mágica para passarem umas férias, mas os pesadelos de Adora com Sombria continuam.                                          |          |                                |                        |
| 8 | 8        | Encontro de Princesas          | 13 de Novembro de 2018 |
| A princesa Gélida vai receber todos para o Baile de Princesas. Adora quer recrutá-la, mas problemas com os amigos e hóspedes inesperados ficam no caminho.               |          |                                |                        |
| 9 | 9        | Superando diferenças           | 13 de Novembro de 2018 |
| Seus amigos e sua espada estão presos na Zona do Medo e Adora pede ajuda à Aliança das Princesas para uma perigosa missão de resgate.                                    |          |                                |                        |
| 10 | 10       | O poder da amizade             | 13 de Novembro de 2018 |
| As princesas questionam a Aliança. Cintilante esconde os erros da mãe, e Adora se preocupa com seu treinamento.                                                          |          |                                |                        |
| 11 | 11       | Promessas                      | 13 de Novembro de 2018 |
| Adora entra na citadela dos Primeiros com Felina em seu encalço. Do lado de dentro, elas são pegas em um simulador de ilusões que traz de volta memórias dolorosas.      |          |                                |                        |
| 12 | 12       | Esperança da Luz               | 13 de Novembro de 2018 |
| Ventania chega a Lua Clara, Entrapta decifra os dados do cristal dos Primeiros, e Esperança da Luz conta a Adora sobre a história de She-Ra e Etéria.                    |          |                                |                        |
| 13 | 13       | Batalha em Lua Clara           | 13 de Novembro de 2018 |
| O plano de Entrapta de enfraquecer as Runas permite que Felina e Scorpia ataquem Lua Clara, mas Adora e seus amigos estão prontos para a luta.                           |          |                                |                        |

### 2 Temporada (2019)
| #(Ep.) | #(Temp.) | Título                          | Lançamento          |
| --- | -------- | ------------------------------- | ------------------- |
| 14 | 1        | A floresta congelada            | 26 de Abril de 2019 |
| Os robôs da Horda atacam, mas as princesas não conseguem capturar nenhum deles intacto. Cintilante se esforça para comandar. Já para Felina, liderança não é problema.   |          |                                 |                     |
| 15 | 2        | A Importância dos laços         | 26 de Abril de 2019 |
| Quando descobrem que Entrapta está viva, Arqueiro e Cintilante vão à Dryl para resgatá-la. Esperança da Luz pede que Adora e Ventania consertem a Torre de Vigilância.   |          |                                 |                     |
| 16 | 3        | Sinais                          | 26 de Abril de 2019 |
| Quando o posto de Alwyn perde contato, o esquadrão vai até lá, mesmo com os rumores de que a região é mal-assombrada! Entrapta consegue entrar no laboratório de Hordak. |          |                                 |                     |
| 17 | 4        | Como defender um reino          | 26 de Abril de 2019 |
| Adora e as princesas bolam planos para recuperar o forte ocupado pela Horda. Felina deixa Scorpia no comando e os soldados enfrentam problemas.                          |          |                                 |                     |
| 18 | 5        | Nevasca                         | 26 de Abril de 2019 |
| Felina, Entrapta e Scorpia vão ao Limite Norte atrás da tecnologia dos Primeiros. O esquadrão vai atrás deles com Falcão do Mar.                                         |          |                                 |                     |
| 19 | 6        | Lembranças do passado           | 26 de Abril de 2019 |
| Sombria está presa e relembra seu passado como Luminosa, a poderosa feiticeira mentora do pai de Cintilante. Hordak dá um prazo para Felina.                             |          |                                 |                     |
| 20 | 7        | Encontro da família do Arqueiro | 26 de Abril de 2019 |
| Enquanto Felina procura Sombria, Adora e Cintilante seguem Arqueiro até a casa dele e descobrem que ele está mentindo para a família.                                    |          |                                 |                     |

### 3 Temporada (2019)
| #(Ep.) | #(Temp.) | Título                          | Lançamento          |
| --- | -------- | ------------------------------- | ------------------- |
| 21 | 1        | Escolhas                        | 2 de agosto de 2019 |
| Sombria aparece no Castelo da Lua Clara, recusando-se a falar com todos, menos com Adora. Enquanto Felina aguarda o castigo, Entrapta envolve Hordak no projeto do portal. |          |                                 |                     |
| 22 | 2        | Correndo Perigo                 | 2 de agosto de 2019 |
| O esquadrão descobre que a Terra Vermelha é habitada. Adora decide confiar em Huntara, líder da Terra Vermelha. Hordak conta a Entrapta sobre o Mestre da Horda.           |          |                                 |                     |
| 23 | 3        | Um dia inesquecível para Felina | 2 de agosto de 2019 |
| Felina e Scorpia chegam à Terra Vermelha e não têm problemas para se adaptar. Huntara e o esquadrão entram na nave de Mara para tentar ver a mensagem dela.                |          |                                 |                     |
| 24 | 4        | A Troca                         | 2 de agosto de 2019 |
| Cintilante decide atacar a Zona do Medo. Sua mãe não quer ajudá-la, mas Sombria quer. Adora tenta falar com Entrapta.                                                      |          |                                 |                     |
| 25 | 5        | Já vi isso antes                | 2 de agosto de 2019 |
| Adora, a capitã da Força, acorda na Zona do Medo ao lado da melhor amiga, Felina. Ela está convencida de que algo está errado, mas só Scorpia parece concordar.            |          |                                 |                     |
| 26 | 6        | O portal                        | 2 de agosto de 2019 |
| O Rei Micah e a Rainha Ângela ficam chocados com a história de Adora. Com o tempo para restaurar a realidade se esgotando, Adora busca a ajuda de Arqueiro e Cintilante.   |          |                                 |                     |

### 4 Temporada (2019)
| #(Ep.) | #(Temp.) | Título              | Lançamento            |
| --- | -------- | ------------------- | --------------------- |
| 27 | 1        | A Coroação          | 5 de Novembro de 2019 |
| A tristeza está no ar no dia da coroação de Cintilante. Acompanhada por Adora e Arqueiro, ela sai em busca da Câmara das Rainhas.                                     |          |                     |                       |
| 28 | 2        | O Vale dos perdidos | 5 de Novembro de 2019 |
| Cintilante envia Adora, Perfuma, Arqueiro e Huntara em uma missão para recuperar a nave de Mara, mas a Horda chega antes. Felina encontra o metamorfo Encrenca Dupla. |          |                     |                       |
| 29 | 3        | Flutterina          | 5 de Novembro de 2019 |
| A cidade de Elberon organiza uma festa para Adora, Arqueiro e Ventania. Horda prepara mais uma armadilha.                                                             |          |                     |                       |
| 30 | 4        | Pulso               | 5 de Novembro de 2019 |
| O grupo organiza uma emboscada. Adora busca um novo robô, e Cintilante ouve os conselhos de Sombria.                                                                  |          |                     |                       |
| 31 | 5        | Protocolo           | 5 de Novembro de 2019 |
| Uma tempestade diferente atrapalha a vida de Adora e dos aprendizes da Horda. Danificada, Esperança da Luz é forçada a reiniciar seu sistema.                         |          |                     |                       |
| 32 | 6        | Princesa Scorpia    | 5 de Novembro de 2019 |
| Felina manda Scorpia encontrar as gravações de Entrapta. Flutterina cria desavenças no grupo.                                                                         |          |                     |                       |
| 33 | 7        | Sereia-Mistérios    | 5 de Novembro de 2019 |
| Depois de uma desastrosa missão, Serena está certa de que há um espião em Lua Clara e decide desmascará-lo.                                                           |          |                     |                       |
| 34 | 8        | Noite dos Rapazes   | 5 de Novembro de 2019 |
| A tensão entre Cintilante e Adora só aumenta, e o desânimo se instala. Falcão do Mar, Arqueiro e Ventania saem em busca de diversão.                                  |          |                     |                       |
| 35 | 9        | Heroína             | 5 de Novembro de 2019 |
| Rizzo confunde passado e presente e tem dificuldade em distinguir Mara de Adora. Mas Adora precisa desesperadamente de sua ajuda.                                     |          |                     |                       |
| 36 | 10       | Fraturas            | 5 de Novembro de 2019 |
| A Aliança das Princesas não sabe o que fazer com o Coração de Etéria. Scorpia chega com um pedido de ajuda.                                                           |          |                     |                       |
| 37 | 11       | A Ilha das Feras    | 5 de Novembro de 2019 |
| Adora, Arqueiro e Ventania chegam à Ilha da Fera e fazem uma descoberta alarmante. Cintilante vai ao Castelo de Cristal para conversar com Esperança da Luz.          |          |                     |                       |
| 38 | 12       | Destino - Parte 1   | 5 de Novembro de 2019 |
| Cintilante tenta convencer Scorpia a se reconectar com o Cristal Negro. Na Ilha da Fera, Entrapta revela detalhes assustadores sobre o Coração de Etérea.             |          |                     |                       |
| 39 | 13       | Destino - Parte 2   | 5 de Novembro de 2019 |
| Felina e Hordak entram em confronto. Cintilante e Scorpia chegam à Zona do Medo. Adora tenta outra vez barrar o plano de Esperança da Luz.                            |          |                     |                       |

### 5 Temporada (2020)
| #(Ep.) | #(Temp.) | Título                   | Lançamento         |
| --- | -------- | ------------------------ | ------------------ |
| 40 | 1        | Mestre da Horda          | 15 de Maio de 2020 |
| Adora, Micah e as princesas tentam salvar Cintilante. Na nave do Mestre da Horda, Felina bola um plano.                                                                |          |                          |                    |
| 41 | 2        | Lançamento               | 15 de Maio de 2020 |
| Enquanto Adora descansa, Serena leva as princesas à Zona do Medo para Entrapta tentar rastrear o sinal do Mestre da Horda.                                             |          |                          |                    |
| 42 | 3        | Corredores               | 15 de Maio de 2020 |
| Arqueiro, Entrapta e Adora tentam manter a nave de Mara funcionando. O Mestre da Horda ameaça apagar a memória de Felina na tentativa de obrigá-la a trair Cintilante. |          |                          |                    |
| 43 | 4        | Sem saída                | 15 de Maio de 2020 |
| Adora precisa pousar a nave em um planeta desolado para reabastecê-la. Lá, encontra três irmãs fugindo do Mestre da Horda.                                             |          |                          |                    |
| 44 | 5        | Vamos salvar a gata      | 15 de Maio de 2020 |
| Adora se entrega ao Mestre da Horda. Seu plano é ganhar tempo para Entrapta, Arqueiro e Cintilante salvarem Felina e invadirem o servidor do Mestre da Horda.          |          |                          |                    |
| 45 | 6        | Assumindo o controle     | 15 de Maio de 2020 |
| O grupo tenta manter a nave funcionando e escapar do Mestre da Horda. Em Etéria, Micah e Gélida não conseguem se entender durante uma missão.                          |          |                          |                    |
| 46 | 7        | Os perigos de Pavão Azul | 15 de Maio de 2020 |
| Serena, Scorpia, Perfuma e Falcão do Mar partem em uma missão subaquática secreta para encontrar o Príncipe Pavão Azul. Netossa nota que Spinnerella está estranha.    |          |                          |                    |
| 47 | 8        | Tiro no escuro           | 15 de Maio de 2020 |
| A turma segue rumo ao planeta Krytis para tentar burlar o bloqueio do Mestre da Horda em Etéria. Sombria pede ajuda à Rainha Mágica.                                   |          |                          |                    |
| 48 | 9        | Um vento adverso         | 15 de Maio de 2020 |
| A mensagem de dissidência do Hordak Errado se espalha, e o grupo vai a Erelândia em busca de pistas sobre os amigos.                                                   |          |                          |                    |
| 49 | 10       | Volta à Zona do Medo     | 15 de Maio de 2020 |
| Adora, Felina, Perfuma e Netossa voltam à Zona do Medo para salvar Scorpia. Arqueiro e Cintilante vão à biblioteca para ver se os pais dele estão bem.                 |          |                          |                    |
| 50 | 11       | Mecanismo de segurança   | 15 de Maio de 2020 |
| Um grupo invade o Reino da Mágica em busca do mecanismo de segurança do Coração de Etéria. Entrapta e Ventania tentam hackear a rede dos chips.                        |          |                          |                    |
| 51 | 12       | Coração - Parte 1        | 15 de Maio de 2020 |
| Os três amigos seguem rumo ao Coração de Etéria. As princesas atacam a Torre para Entrapta gerar uma frequência que interfira na rede dos chips.                       |          |                          |                    |
| 52 | 13       | Coração - Parte 2        | 15 de Maio de 2020 |
| Sombria e Felina tentam chegar até Adora. Cintilante encara o pai. Arqueiro planeja fugir de Scorpia.                                                                  |          |                          |                    |